# Salvador Giménez Valls
Salvador Giménez Valls (Muro de Alcoy, 31 maggio 1948) è un vescovo cattolico spagnolo, dal 21 maggio 2025 vescovo emerito di Lleida.

## Biografia
Salvador Giménez Valls è nato a Muro de Alcoy il 31 maggio 1948.

### Formazione e ministero sacerdotale
Dopo aver terminato gli studi primari, ha scoperto la sua vocazione religiosa e nel 1960 è entrato nel seminario metropolitano di Valencia. Ha conseguito la laurea in teologia presso la Pontificia Università di Salamanca. Dopo l'ordinazione si è laureato in lettere e filosofia con specializzazione in storia presso l'Università di Valencia.
Il 9 giugno 1973 è stato ordinato presbitero per l'arcidiocesi di Valencia. In seguito è stato parroco della parrocchia di San Giacomo Apostolo ad Alborache dal 1973 al 1977; direttore del Collegio diocesano "Claret" a Xàtiva dal 1977 al 1980; rettore del seminario minore di Moncada dal 1980 al 1982; delegato diocesano per l'insegnamento dal 1982 al 1986; responsabile degli studi della Scuola universitaria di insegnamento "Edetania" di Godella dal 1986 al 1989; direttore della sezione per l'insegnamento religioso del segretariato della commissione per l'insegnamento e la catechesi della Conferenza episcopale spagnola dal 1987 al 1989; arciprete della parrocchia di San Mauro e San Francisco ad Alcoy dal 1993 al 1996; membro del collegio dei consultori dal 1994 al 2001 e vicario episcopale della Vicaria II dal 1996.

### Ministero episcopale
L'11 maggio 2005 papa Benedetto XVI lo ha nominato vescovo ausiliare di Valencia e titolare di Abula. Ha ricevuto l'ordinazione episcopale il 2 luglio successivo nella cattedrale di Valencia dall'arcivescovo metropolita di Valencia Agustín García-Gasco Vicente, co-consacranti il cardinale Ricardo María Carles Gordó, arcivescovo di Barcellona, e l'arcivescovo metropolita di Tarragona Jaume Pujol Balcells.
Il 21 settembre 2008 il medesimo papa Benedetto XVI lo ha nominato anche amministratore apostolico di Minorca. Il 21 maggio dell'anno successivo lo stesso pontefice lo ha nominato vescovo della medesima diocesi.
Nel febbraio del 2014 ha compiuto la visita ad limina.
Il 28 luglio 2015 papa Francesco lo ha nominato vescovo di Lleida. Ha preso possesso della diocesi il 20 settembre successivo con una cerimonia nella cattedrale diocesana.
Il 21 maggio 2025 papa Leone XIV ha accolto la sua rinuncia, presentata per raggiunti limiti di età, al governo pastorale della diocesi di Lleida; gli è succeduto Daniel Palau Valero, presbitero della Diocesi di Sant Feliu de Llobregat. Il 13 luglio successivo si è congedato dalla diocesi di Lleida con una messa celebrata nella cattedrale dell'Assunzione di Maria Vergine a Lleida.
In seno alla Conferenza episcopale spagnola è stato membro della commissione per le comunicazioni sociali dal 2014. In precedenza è stato membro della commissione l'insegnamento e la catechesi dal 2005 al 2014.
In seno alla Conferenza episcopale tarraconense è stato delegato per i mezzi di comunicazione sociale.

## Genealogia episcopale
La genealogia episcopale è:
- Cardinale Scipione Rebiba
- Cardinale Giulio Antonio Santori
- Cardinale Girolamo Bernerio, O.P.
- Arcivescovo Galeazzo Sanvitale
- Cardinale Ludovico Ludovisi
- Cardinale Luigi Caetani
- Cardinale Ulderico Carpegna
- Cardinale Paluzzo Paluzzi Altieri degli Albertoni
- Papa Benedetto XIII
- Papa Benedetto XIV
- Papa Clemente XIII
- Cardinale Marcantonio Colonna
- Cardinale Giacinto Sigismondo Gerdil, B.
- Cardinale Giulio Maria della Somaglia
- Cardinale Carlo Odescalchi, S.I.
- Cardinale Costantino Patrizi Naro
- Cardinale Serafino Vannutelli
- Cardinale Domenico Serafini, Cong. Subl. O.S.B.
- Cardinale Pietro Fumasoni Biondi
- Cardinale Antonio Riberi
- Cardinale Ángel Suquía Goicoechea
- Cardinale Agustín García-Gasco Vicente
- Vescovo Salvador Giménez Valls